# Tartagal
Tartagal är en kommunhuvudort i Argentina.   Den ligger i provinsen Salta, i den norra delen av landet, 1 400 km norr om huvudstaden Buenos Aires. Tartagal ligger 499 meter över havet och antalet invånare är 60 819.
Terrängen runt Tartagal är platt åt sydost, men åt nordväst är den kuperad. Tartagal är det största samhället i trakten.
I omgivningarna runt Tartagal växer i huvudsak lövfällande lövskog. Runt Tartagal är det glesbefolkat, med 10 invånare per kvadratkilometer.